# Sanktuarium św. Rity w Nowym Sączu
Sanktuarium św. Rity w Nowym Sączu – kościół parafialny pod wezwaniem Matki Bożej Niepokalanej, położony w dekanacie Nowy Sącz Wschód, w diecezji tarnowskiej. Znajduje się przy ulicy Królowej Jadwigi, na osiedlu Millenium w Nowym Sączu.

## Historia kultu
Kult św. Rity z Cascia w parafii Matki Bożej Niepokalanej został zapoczątkowany przez akt poświęcenia obrazu świętej. Dokonał tego ks. bp Piotr Bednarczyk 22 maja 1993 roku, w liturgiczne wspomnienie św. Rity. Obraz namalowany przez miejscowego artystę Bernarda Wójcika, a będący wierną kopią obrazu świętej znajdującego się w miejscowości Cascia we Włoszech, ufundowała urodzona w Nowym Sączu Janina Habel-Juin. 19 maja 2019 roku parafia Matki Bożej Niepokalanej została erygowana przez biskupa diecezjalnego do sanktuarium św. Rity.

## Relikwie św. Rity w Nowym Sączu
Dnia 8 września 2016 roku, podczas comiesięcznej nowenny do świętej Rity, nastąpiło wprowadzenie relikwii świętej Rity wraz z nowym relikwiarzem. Relikwie zostały sprowadzone bezpośrednio z sanktuarium świętej Rity w Casci, wraz z dokumentem poświadczającym ich oryginalność. Nowy relikwiarz został ufundowany przez czcicielkę świętej Rity jako wotum dziękczynienia za otrzymane łaski.

## Ogród Różany św. Rity
W maju 2017 roku przy kościele powstał „ogród różany św. Rity”. Punktem centralnym jest figura św. Rity, w otoczeniu różanych krzewów oraz atrybutów świętej.     
W maju 2024 roku przy kościele powstała druga część Ogrodu św. Rity. 

## Ciekawostki
- Na terenie parafii znajduje się ulica św. Rity[8].
- W każdy drugi czwartek miesiąca o godz. 18:00 odbywa się nowenna ku czci św. Rity.
- Dzięki kamerze zainstalowanej w kościele istnieje możliwość oglądania nowenny do św. Rity oraz innych nabożeństw na stronie internetowej parafii[9].
- Dzięki klęcznikowi przy obrazie istnieje możliwość ucałowania relikwii św. Rity podczas każdej mszy św.[10]

## Galeria

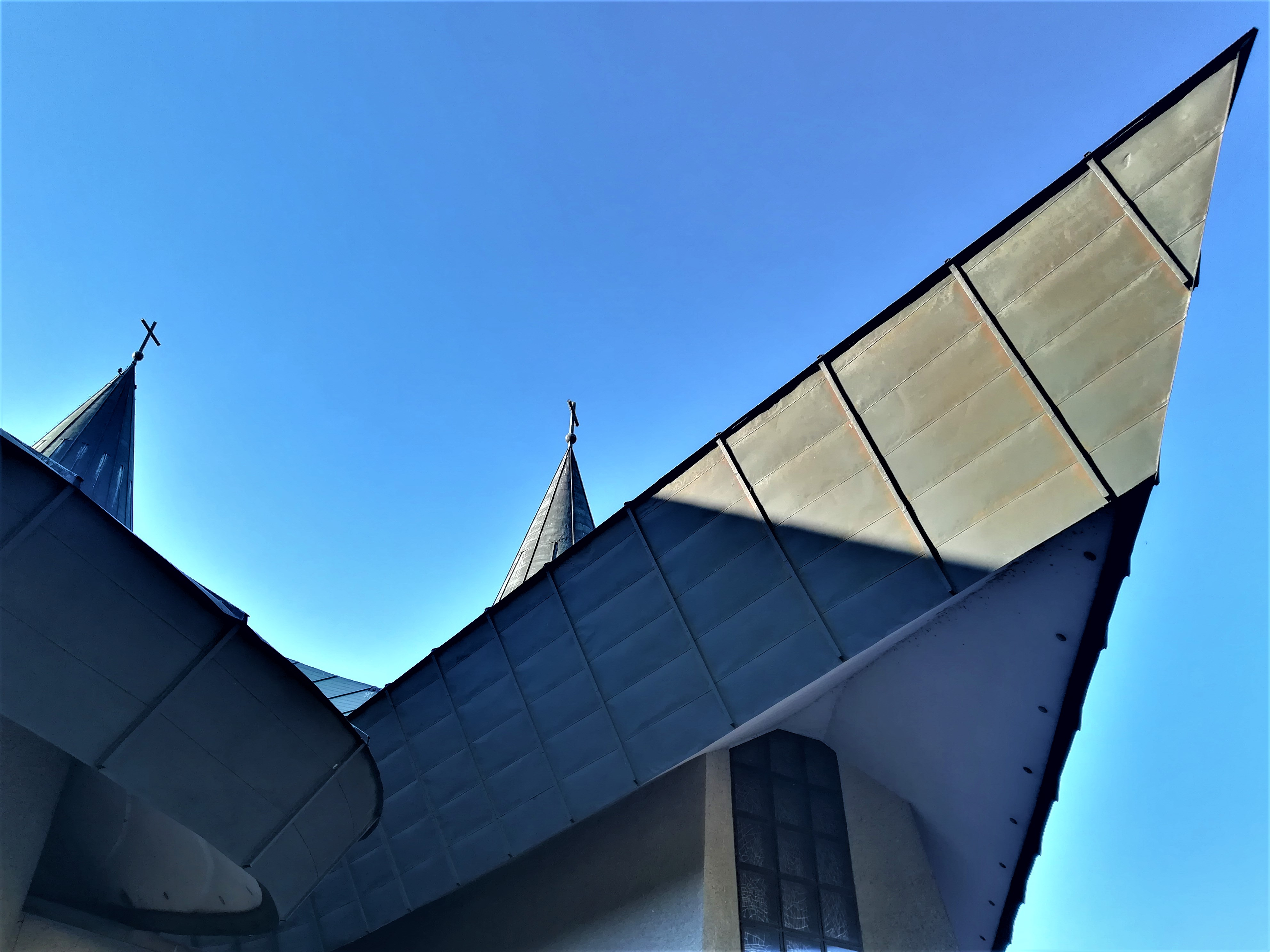
Detal architektury
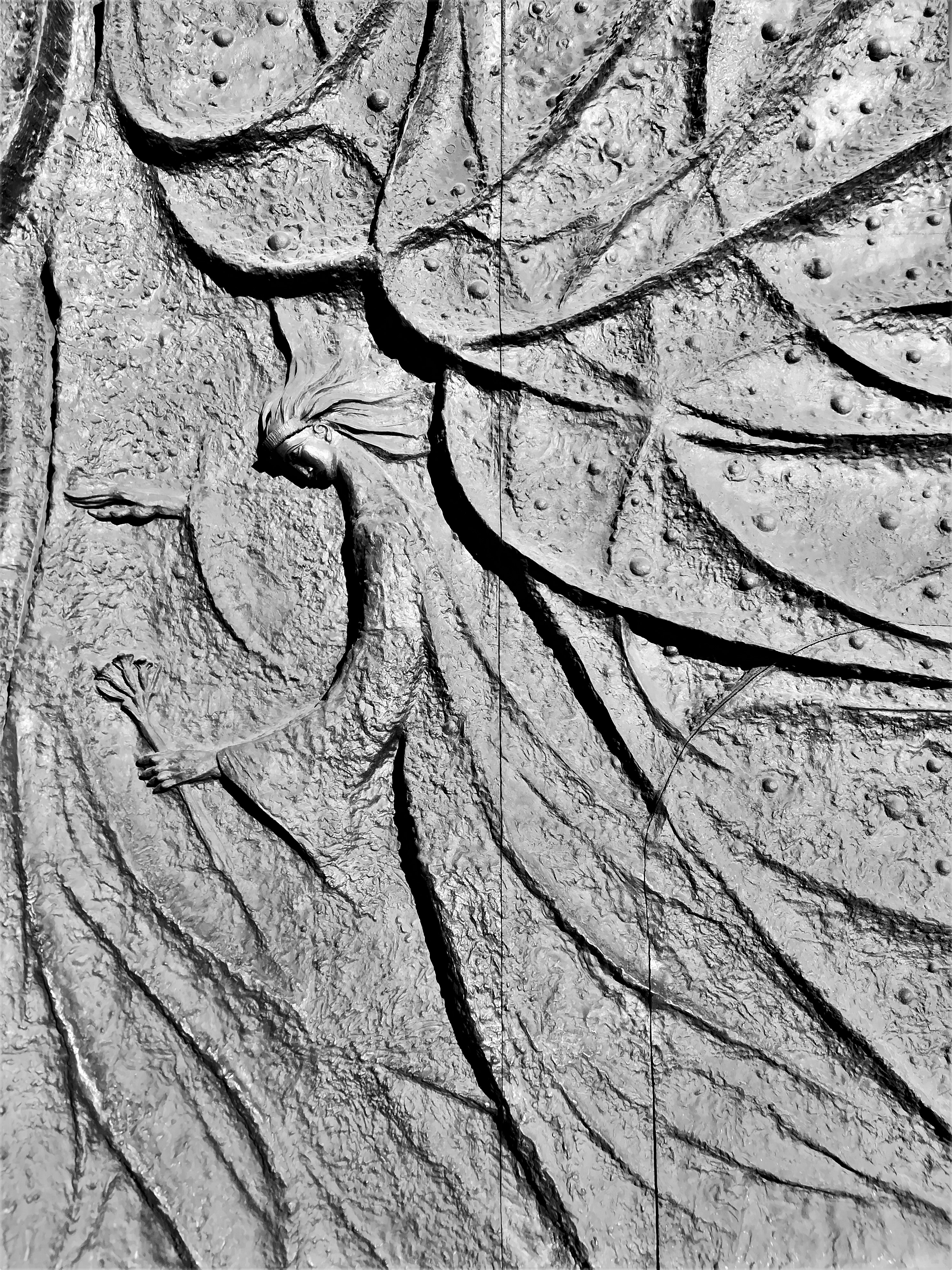
Główne wrota
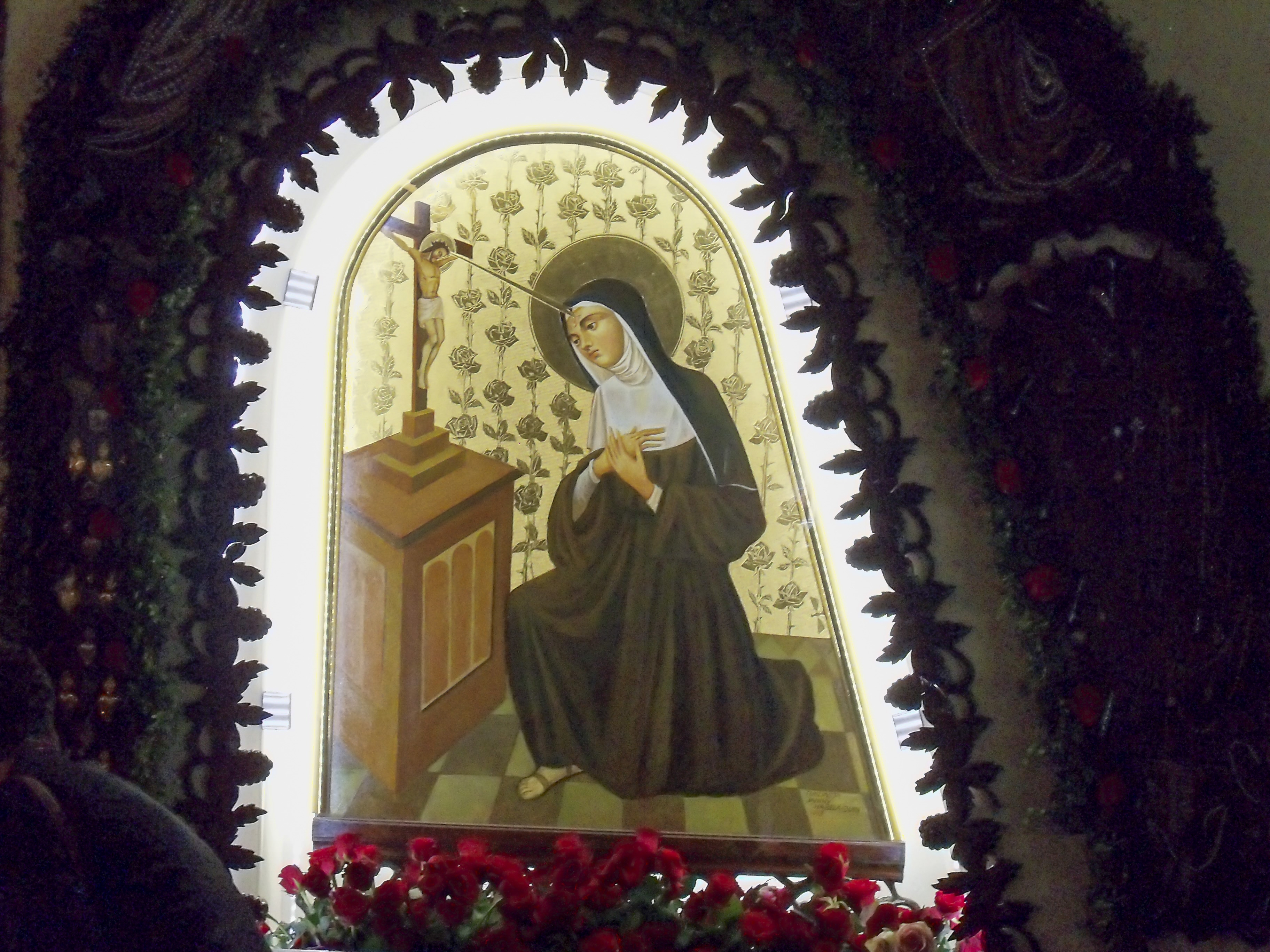
Obraz św. Rity